# Cannons
Cannons (Кэннонс; с англ. — «пушки») — американская альтернативная инди-поп-группа из Лос-Анджелеса, известная своими плавными мечтательно-меланхоличными синти-вибрациями, пробуждающими тёплые ностальгические воспоминания о музыкальной атмосфере 1970х-1980х годов прошлого столетия. . 
Оригинальная музыка Cannons сочетает в себе глянцево-прозрачное, реверберирующее, даунтемповое звучание гитар и кинематического крафтового синтезатора, с гипнотическим придыхающим вокалом и проникновенными лирическими текстами, уравновешенные и скреплённые классическим песенным стилем. Уникальное сочетание грувов 1970-х в музыке Cannons, а также электро-фанка и электро-попа 1980-х, создаёт свой собственный оригинальный мелодичный мир, привлекающий страстных поклонников со всего света. Группа работает на стыке синтеза многих музыкальных поджанров и стилей, представляя причудливый сплав таких направлений, как: пост-диско, синти-соул, электро-фанк, эр-энд-би, синтивейв, шугейз, электро-сёрф, дип-хаус, чиллвейв, инди-рок, синти-поп, электро-клэш, дрим-поп, лоу-фай, инди-электроника, поп-лаундж и реггей. Сами музыканты описывают свой музыкальный стиль как «футуристическое буги» (Future Boogie). Кроме композиций собственного сочинения группа также исполняет песни других композиторов, включая кавер-версии некоторых популярных шлягеров прошедших лет. .
Коллектив был сформирован в 2013 году в Лос-Анджелесе и состоит из ведущей вокалистки, композитора и автора большинства песенных текстов группы — Мишель Джой (Michelle Joy; наст. имя Мишель Льюис; англ. Michelle Lewis), соло-гитариста Райана Клэпхема (Ryan Clapham), а также бас-гитариста и клавишника Пола Дэвиса (Paul Daniel Davis). В гастрольных турах к группе присоединяется ударник Бен Хильцингер (Ben Hilzinger). В настоящее время, управляющим менеджером коллектива является Джон Сибельс (No Smoke Management), музыкант известной калифорнийской альтернативной поп-панк-группы «Eve 6».

## История

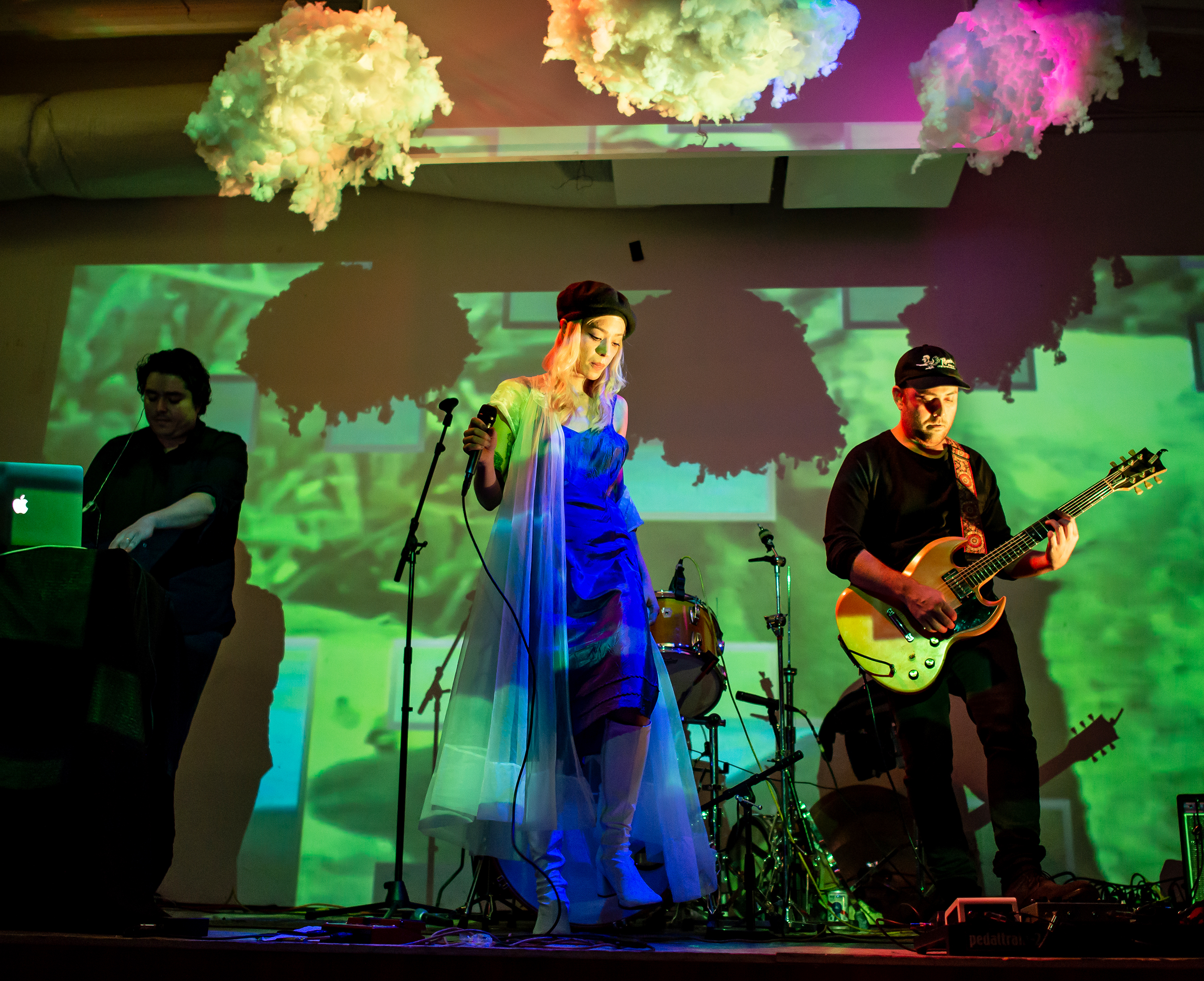
в 2018 году

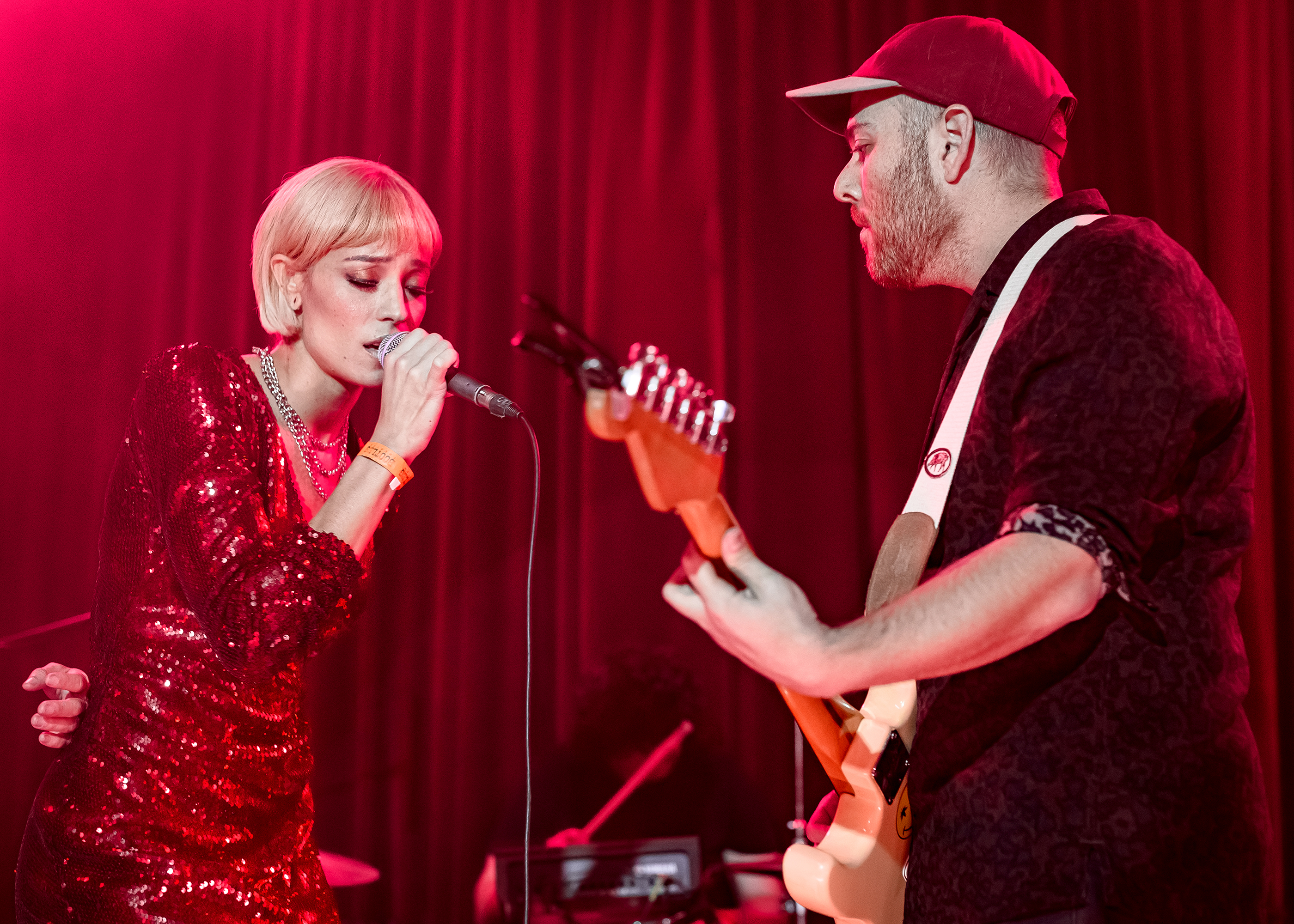
в 2019 году

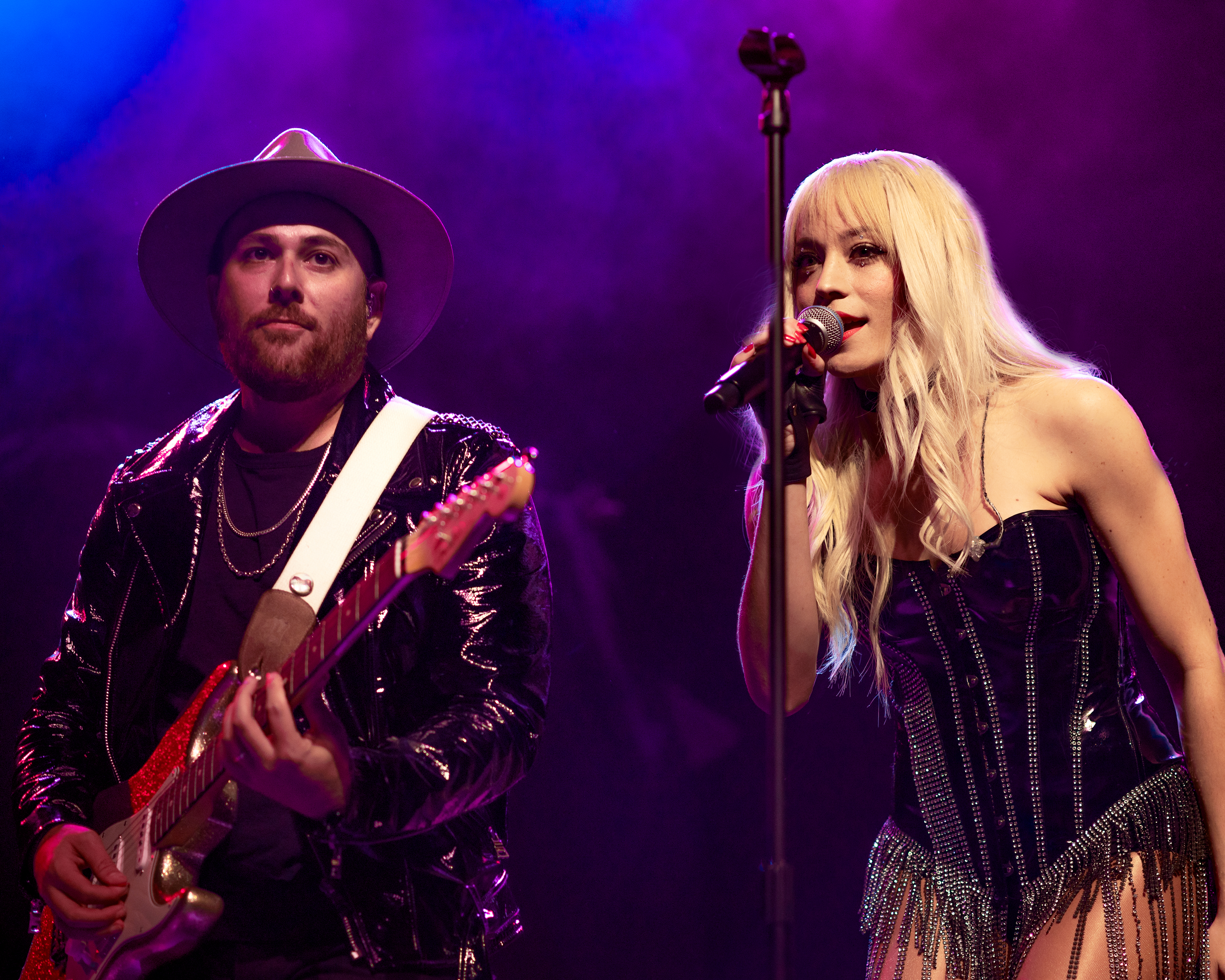
в 2021 году

Музыканты Райан Клэпхем и Пол Дэвис, дружившие с детства, начали вместе сочинять музыку ещё в подростковом возрасте. Они выросли на одной улице в калифорнийском городе Санта-Кларита, расположенном в часе езды от Лос-Анджелеса на Западном побережье США, и продолжительное время безуспешно пытались создать собственную группу, пока их пути не пересеклись с Мишель Льюис.
Мишель Джой Льюис выросла на Восточном побережье в городе Санрайз (округ Бровард, Южная Флорида), где окончила государственную среднюю Школу Пайпер (Piper High School), а затем поступила в Университет Штата Флорида (FSU) и пять лет жила в городе Таллаха́сси (столица штата Флорида). В 2012 году Мишель решила изменить свою жизнь и переехала из Таллахасси на Западное побережье в Лос-Анджелес, где некоторое время работала в ресторане, затем баристой в кафе-баре, подрабатывала фотомоделью и терапевтом по правилам поведения детей-аутистов. С юности Мишель увлекалась пением, написанием стихов и художественных рассказов, а во время учёбы в колледже брала уроки игры на гитаре. Она пробовала сочинять собственные песни, выступала на концертах в университете, где исполненный ею ремикс одного из популярных поп-хитов получил немало положительных отзывов, параллельно Мишель работала на университетской музыкальной радиостанции, а также активно занималась спортивным бегом (её отец был профессиональным тренером по лёгкой атлетике, тренировавшим американских олимпийских спортсменов). 
Находясь в Лос-Анджелесе в 2013 году Мишель разместила на популярном сайте электронных реклам Craigslist объявление о поиске группы музыкантов, ищущих в свой состав вокалистку. Не получив подходящих предложений она уже собиралась покинуть Лос-Анджелес и вернуться домой назад во Флориду, когда с ней за несколько дней до отъезда связался гитарист Райан Клэпхем и они встретились в кафе. Познакомившись, им удалось быстро найти общие точки интересов, и они договорились начать обмениваться музыкальными файлами по интернету. Первоначально Райан и Пол отправили ей свою инструментальную фонограмму по электронной почте, а она смогла удалённо добавить в неё свой текст и вокал. 
Их первая совместная песня «Shallow Lagoon»  была создана на удалёнке без встреч и работы в общей студии. Лёгкий и плавный вокал Мишель идеально сочетался с многослойной музыкой Райана и Пола, и в итоге она была принята на постоянную работу в группу, в качестве фронтвумен. Трио Cannons — стало её первым шагом в музыкальный мир в статусе профессиональной певицы. Мишель всегда рассматривала музыку и пение как психотерапию, что также отражается в её меланхоличных песенных текстах. Она сама пишет тексты и основную мелодию, затем гитарист Райан Клэпхем, в согласовании с ней, добавляет к композиции свои гармонии и разрабатывает основной музыкальный рисунок, после чего клавишник Пол Дэвис, который любит мелодичную классику 1950х-60х годов, вносит свои инструментальные партии, дополнительно расширяя композицию.
В 2014 музыканты самостоятельно записали и выпустили свой первый дебютный EP «Up All Night» с четырьмя песенными треками. Их первое выступление в качестве группы состоялось в 2014 году в небольшом местечке под названием «The Boot» в Санта-Кларите, и там же, впервые начала складываться их обширная фанатская база.
Благодаря исполнительским способностям, уникальному музыкальному стилю и эффективно выстроенному независимому менеджменту Cannons достаточно быстро расцвели в Лос-Анджелесе, самостоятельно набрав более 20-ти миллионов прослушиваний на известной стриминговой онлайн-платформе «SoundCloud», и получив активную поддержку среди диджеев американского Национального Общественного радио KCRW и Альтернативных радиостанций, вещающих в Калифорнии, после чего в составе большой труппы исполнителей начали гастролировать по многочисленным музыкальным фестивалям США и Канады. Первоначальное внимание поп-индустрии Cannons привлекли в 2015 году своей песней «Body Talk», которая была лицензирована для 7-го эпизода первого сезона известного спортивного сериала «Ballers» (Игроки), стартовавшего на канале HBO, а их композиция «Evening Star» была выбрана криэйторами в качестве музыкальной темы для рекламы линии одежды Topshop от компании Kendall & Kylie Jenner’s.
В 2017 году, используя оригинальный материал собственного сочинения, группа своими силами записала и выпустила в цифровом формате (WEB-album, digital download) свой первый полномасштабный альбом «Night Drive», а также второй EP (мини-альбом) «In a Heartbeat», вышедший в следующем 2018 году.
Признанным дебютом группы стал второй альбом под названием «Shadows», записанный в 2019 году на крупном лейбле AntiFragile Music и выпущенный в цифровом формате для распространения в стриминговых сервисах, который был замечен более широкой публикой и получил хорошие отзывы от ведущих музыкальных критиков. В том же году музыку Cannons впервые услышал знаменитый британский певец, обладатель нескольких премий «Grammy» и «Brit Award», автор песен, актёр и экс-участник популярного бой-бэнда «One Direction» — Гарри Стайлз (Harry Edward Styles), который мгновенно проникся творчеством группы, активно разрекламировал их музыку в интернете и пригласил участвовать в крупном совместном аншлаговом шоу, состоявшемся на крытой спортивно-концертной арене «The Forum» в Инглвуде (пригороде Лос-Анджелеса).
К широкому признанию группа шла более шести лет. Одним из удивительных феноменов коллектива является тот факт, что они стали по-настоящему популярны исключительно благодаря Интернету и внезапно начавшемуся анти-пандемийному Локдауну, когда люди из-за эпидемии были вынуждены подолгу находиться дома, сидя за своими компьютерами. В мае 2020 года сингл группы «Fire for You» приобрёл значительный коммерческий успех, ворвавшись в коллективное сознание мировой поп-культуры. Синхронизированная с ключевым эпизодом ставшего популярным, молодёжного комедийно-драматического сериала «Я никогда не…» (Never Have I Ever), снятого известным стриминговым сервисом Netflix, эта композиция стала номером один среди самых разыскиваемых песен на кросс-платформенном портале «Shazam», созданном для распознавания метаданных музыки из фильмов, рекламных роликов и телешоу по аудио-фрагменту, после чего композиция заняла 1-е место в чарте Billboard Top TV Songs, одновременно, пять недель подряд попадая в чарты Billboard Hot Dance/Electronic Songs. Сгенерировав почти четверть миллиарда прослушиваний в сети интернет, хит «Fire for You» в итоге достиг платинового статуса RIAA, в результате чего коммерческий успех привёл Cannons к подписанию контракта с компанией Columbia Records (Division of Sony Music Entertainment).
В августе 2020-го года композиция Cannons «Round and Round» прозвучала в 7-м эпизоде пятого сезона нашумевшего драматического фэнтези-сериала «Lucifer» (Люцифер), а весной 2021-го композиция «Evening Star» была включена в 14-й эпизод того же сезона сериала «Lucifer», транслировавшегося на одном из крупнейших американском телеканале FOX . В том же 2021 году, по лицензии Columbia Records, Cannons записывают свой третий EP «Covers by Cannons» с успешными кавер-версиями пяти песен, в числе которых успешная кавер-композиция на хит Гарри Стайлза «Golden».  
В январе 2021 года сингл «Fire for You» так же занял первое место в чарте Billboard Alternative Airplay и второе место в чарте рекордов Triple A (Billboard Adult Alternative Airplay). В июле 2021-го хит «Fire for You» одновременно прозвучал в первом сезоне премьерного эпизода спин-оффа популярного телесериала «Американская История Ужасов», стартовавшего на кабельном телеканале «FX Networks», принадлежащем медиахолдингу «The Walt Disney Company». Поскольку песня «Fire for You» к тому моменту заметно превзошла 77 миллионов прослушиваний на стриминговом сервисе «Spotify», нью-йоркская спутниковая радиовещательная корпорация «SiriusXM» включила группу в категорию «Class of 2020» (Класс 2020 года), а популярный видеохостинг «YouTube» внёс их в список «Artists on the Rise 2021» (Восходящих артистов 2021 года). Группа получает признание ведущих музыкальных критиков из журналов «The Hollywood Reporter», «Billboard», «FLAUNT», «LA Weekly», «Ones to Watch», «Consequence of Sound», и других. Успех композиции «Fire for You» также отразился на нескольких радиоформатах, что в следующем году принесло Cannons номинацию на музыкальную премию «iHeartRadio Award - 2022» как «Лучший новый исполнитель альтернативной музыки - 2022».
В марте 2022 года коллектив выпустил в цифровом формате свой третий студийный альбом под названием «Fever Dream», окончательно закрепив успех и получив по-настоящему широкую популярность у международной слушательской аудитории. В следствии локдауна 2020-2021 годов музыканты были вынуждены работать в домашней студии Пола Дэвиса, а Мишель одна записывала избранные вокальные треки у себя дома. По словам музыкантов, этот альбом стал, своего рода, главной квинтэссенцией того, что представляет собой музыкальное творчество Cannons. Успешными композициями стали такие песни, как: «Hurricane», «Bad Dream», «Goodbye», «Tunnel of You», «Purple Sun», «Ruthless». Впервые, весной 2023 года релиз альбома «Fever Dream» был выпущен на красном виниле (LP, Red vinyl), ограниченным коллекционным тиражом 500 экземпляров. В ноябре того же года, по многочисленным просьбам почитателей группы, состоялся повторный лимитированный ре-прессинг данного альбома на чёрном виниле (LP, Black vinyl).
На протяжении создания трёх альбомов Cannons долго и усердно работали над оттачиванием собственного фирменного стиля и совершенствованием своего бренда альтернативного / электропопа. Несмотря на великолепные музыкальные аранжировки Райана и Пола, по мнению журналистов и зрителей популярность Cannons в наибольшей степени является заслугой эффектной, артистичной и харизматичной солистки группы Мишель Льюис - адской смеси холодных скандинавских кровей и горячих выходцев с Карибского острова Тринидад — лёд и пламя в одном хрупком теле. В 2022 году Мишель стала активной участницей медийной компании «Create & Cultivate» - крупнейшего сообщества успешных и амбициозных женщин Северной Америки, двигающих вперёд культуру, меняющих нарративы и бизнес-сценарии 21-го века. Главная цель компании - делиться своим опытом и создавать возможности для того, чтобы помочь каждой женщине раскрыть свой максимальный потенциал в современном мире. 
Благодаря появлению живых выступлений они стали хедлайнерами крупнейших международных музыкальных фестивалей, таких как «Coachella», «Lollapalooza», «Firefly», «Life Is Beautiful», «Outside Lands», «Bleached Fest», «Electric Forest», и многих других. На очередном витке своего развития Cannons открывают новую эру своей поп-музыки ярким, дерзким и чувственным фанк-стилем последнего поп-сингла 2023 года «Loving You», ставшего их третьим синглом, попавшим в Топ-10 на Alternative Radio в США. 
После нескольких месяцев анонсирования четвёртого официального альбома и выпуска четырёх предварительных синглов с него, 10 ноября 2023 года состоялся выход очередного альбома группы Cannons — «Heartbeat Highway», в который вошло 12 композиций. Хитами нового альбома стали композиции «Loving You», «Desire», «Sweeter», «Heartbeat Highway», «Crush». Кроме цифрового релиза, альбом был также выпущен в декабре 2023 года на коллекционном золотистом виниле (Gold Metallic vinyl), лимитированным тиражом 2500 экземпляров. По информации с официального сайта группы, новый виниловый LP «Heartbeat Highway» был полностью распродан через интернет за две недели. Альбом «Heartbeat Highway» был записан и спродюсирован во время турне группы по США, Японии и Австралии. Впервые за десять лет своего существования Cannons работали над некоторыми композициями с рядом сторонних со-авторов и продюсеров, сотрудничая с такими известными именами в мире поп-музыки, как Микки Экко, Майк Элизондо, Дженнифер Десильвео, Джейсон Эвиган и Тайлер Спрай.
24 августа 2023 года, в поддержку выхода нового альбома стартовал североамериканский гастрольный тур Cannons под названием «The Heartbeat Highway Tour». Весной-летом 2024 года в рамках этого тура состоялось первое крупное концертное турне Cannons по европейским городам, выступления группы с успехом прошли в Берлине, Кёльне, Париже, Амстердаме, Лондоне, Барселоне и Афинах.    
В феврале-марте 2025 года состоялся большой гастрольный тур Cannons по городам Канады, который продолжится летом 2025-го чередой концертов по фестивальным площадкам США и завершится 29 августа 2025 года выступлением Cannons на масштабной музыкально-танцевальной феерии «Labor Day Experience», в рамках общепризнанного в мире 32-го американского Международного Фестиваля Джаза «Jazz Aspen Snowmass» (JAS), ежегодно проходящего в городе Аспен (штат Колорадо). В настоящее время идёт активная подготовка музыкального материала для нового альбома группы. По некоторым сведениям, по просьбе многочисленных почитателей коллектива, уже согласовано будущее официальное переиздание альбомов Cannons на CD-дисках.    
11 июля 2025 года в Сети вышел дигитальный интернет-релиз Cannons под названием «Shadows (Midnight Edition)» с десятью треками, в который вошли семь композиций из одноимённого альбома «Shadows» 2019 года, плюс три бонусных обновлённых композиции. Также, по информации с официального сайта Cannons, 22 августа 2025 года впервые состоится выход их дебютного альбома «Shadows» (2019) на виниле, в который войдут семь оригинальных композиций. Это специальное издание будет выпущено на цветном нежно-розовом виниле, лимитированным тиражом.    

## Дискография
Студийные альбомы (WEB / LP):
- 2017 — Night Drive — Self-released[6] (Digital Edition)
- 2019 — Shadows — AntiFragile Music[7] (Digital Edition)
- 2022 — Fever Dream — Columbia Records[5] (Digital edition and limited editions LP-vinyl)
- 2023 — Heartbeat Highway — Columbia Records (Digital edition and limited edition LP-vinyl)
- 2025 — Shadows (Midnight Edition) — Columbia Records (Digital edition, three bonus tracks)
- 2025 — Shadows — Columbia Records (LP-vinyl, Special Limited Edition)

Мини-альбомы (Digital EP):
- 2014 — Up All Night[8] —  Self-released
- 2018 — In a Heartbeat[9] — Self-released
- 2021 — Covers by Cannons[10] — Under exclusive to license Columbia Records
- 2022 — Hurricane — Under exclusive to license Columbia Records
- 2023 — Crush — Under exclusive to license Columbia Records

Синглы, ремиксы и совместные треки (Digital CDS):
- 2015 — Eveniing Star. Spells. Night Verses
- 2015 — Body Talk. Down On Love
- 2016 — Mood Ring. High Off Love
- 2016 — TLC - Creep (Cannons Cover)
- 2016 — Mood Ring (Blue Motel Tropical Remix) [feat. Blue Motel] - Cannons
- 2016 — Mood Ring (Chill Remix) [feat. Blue Motel] - Cannons
- 2018 — Backwards. Round And Round
- 2019 — Fire for You. Talk Talk
- 2021 — Fire for You (King Henry Remix) - Cannons
- 2021 — Fire for You (Tiësto Remix) - Cannons & Tiësto
- 2021 — Covers by Cannons - Sex On Fire. Golden. Pretty Boy
- 2021 — Bad Dream. Ruthless[11]
- 2022 — Real Life (The Knocks feat. Cannons)
- 2022 — Purple Sun. Hurricane[12]
- 2023 — Loving You. Desire. Bad Tatto. Crush
- 2023 — Fire for You (Sped Up). Fire for You. Fire for You (Tiësto Remix)
- 2024 — On The Move (Chromeo feat. Cannons)

| Название                                                                               | Год  | Пиковые позиции в чартах | Пиковые позиции в чартах | Пиковые позиции в чартах | Пиковые позиции в чартах | Сертификация       | Альбом            |
| Название                                                                               | Год  | США AAA                  | США Alter.               | США Dance                | Канада Rock              | Сертификация       | Альбом            |
| -------------------------------------------------------------------------------------- | ---- | ------------------------ | ------------------------ | ------------------------ | ------------------------ | ------------------ | ----------------- |
| "Spells"                                                                               | 2015 | —                        | —                        | —                        | —                        |                    | Неальбомный сингл |
| "Down on Love"                                                                         | 2015 | —                        | —                        | —                        | —                        |                    | Неальбомный сингл |
| "Mood Ring"                                                                            | 2016 | —                        | —                        | —                        | —                        |                    | Night Drive       |
| "High off Love"                                                                        | 2016 | —                        | —                        | —                        | —                        |                    | Night Drive       |
| "Backwards"                                                                            | 2018 | —                        | —                        | —                        | —                        |                    | In a Heartbeat    |
| "Round and Round"                                                                      | 2018 | —                        | —                        | —                        | —                        |                    | In a Heartbeat    |
| "Fire for You"                                                                         | 2019 | 2                        | 1                        | 9                        | 11                       | - RIAA: Платиновый | Shadows           |
| "Talk Talk"                                                                            | 2019 | —                        | —                        | —                        | —                        |                    | Shadows           |
| "Bad Dream"                                                                            | 2021 | 24                       | 3                        | —                        | 27                       |                    | Fever Dream       |
| "Ruthless"                                                                             | 2021 | —                        | —                        | —                        | —                        |                    | Fever Dream       |
| "Purple Sun"                                                                           | 2022 | —                        | —                        | —                        | —                        |                    | Fever Dream       |
| "Hurricane"                                                                            | 2022 | —                        | —                        | —                        | —                        |                    | Fever Dream       |
| "Loving You"                                                                           | 2023 | 29                       | 2                        | —                        | 21                       |                    | Heartbeat Highway |
| "Desire"                                                                               | 2023 | —                        | —                        | —                        | —                        |                    | Heartbeat Highway |
| "Bad Tattoo"                                                                           | 2023 | —                        | —                        | —                        | —                        |                    | Heartbeat Highway |
| "Crush"                                                                                | 2023 | —                        | —                        | —                        | —                        |                    | Heartbeat Highway |
| «—» обозначает запись, которая не попала в чарты или не была выпущена в данной стране. |      |                          |                          |                          |                          |                    |                   |